# Петришин Євген Іванович
Євге́н Іва́нович[джерело?] Петри́шин (нар. 16 березня 1942) — професор, доктор наук, голова товариства українців Словенії «Карпати».

## Біографія
Народився 16 березня 1942 року в м. Прнявор (Боснія і Герцеговина).
1957–1961 роках отримав середню освіту в містах Баня Лука і Сараєво.
У 1975 році закінчив Люблянський університет, отримав диплом магістра гідротехніки.
З 1980 року — завідувач кафедрою гідротехніки будівельного факультету Університету міста Марібор, керівник Центру гідротехніки.
У 1986 році отримав вчений ступінь доктора наук, Університет міста Белград (Сербія).
У 1991 році заснував і очолив Словенську спілку із захисту водних ресурсів.
З 2005 року очолює Товариство українців Словенії «Карпати».
Є членом багатьох міжнародних наукових об'єднань. Автор численних наукових праць, монографій, досліджень у сфері гідротехніки.